# Calliprason marginatum
Calliprason marginatum là một loài bọ cánh cứng trong họ Cerambycidae.